# Nậm Sỏ (sông)
Nậm Sỏ là một phụ lưu của Nậm Mu trong lưu vục sông Đà. Sông có chiều dài 40 km và diện tích lưu vực là 294 km². Nậm Sỏ chảy ở huyện Tân Uyên, Lai Châu, Việt Nam .

## Dòng chảy
Nậm Sỏ chảy từ xã Nậm Sỏ qua xã Tà Mít huyện Tân Uyên, Lai Châu đổ vào Nậm Mu .

## Chỉ dẫn
1. ↑  Trong tiếng Thái-Tày "Nậm" có nghĩa là nước, sông, suối.

- Nậm Sỏ có tên trong "Danh mục lưu vực sông liên tỉnh" [3], trong "Danh mục địa danh... Lai Châu" [4] và Bản đồ địa hình [2]. Tuy nhiên Nậm Sỏ không có tên trong "Danh mục địa danh... Sơn La" [5].